# Dichaetomyia analis
Dichaetomyia analis är en tvåvingeart som först beskrevs av Stein 1906.  Dichaetomyia analis ingår i släktet Dichaetomyia och familjen husflugor. Inga underarter finns listade i Catalogue of Life.